# Линейная алгебра
Лине́йная а́лгебра — раздел алгебры, изучающий математические объекты линейной природы: векторные (или линейные) пространства, линейные отображения, системы линейных уравнений. Среди основных инструментов, используемых в линейной алгебре — определители, матрицы, сопряжение. Теория инвариантов и тензорное исчисление обычно (в целом или частично) также считаются составными частями линейной алгебры. Такие объекты как квадратичные и билинейные формы, тензоры и операции как тензорное произведение непосредственно вытекают из изучения линейных пространств, но как таковые относятся к полилинейной алгебре.
Линейная алгебра обобщена средствами общей алгебры, в частности, современное определение линейного (векторного) пространства опирается исключительно на абстрактные структуры, а многие результаты линейной алгебры обобщены на произвольные модули над кольцом. Более того, методы линейной алгебры широко используются и в других разделах общей алгебры, в частности, нередко применяется такой приём, как сведение абстрактных структур к линейным и изучение их относительно простыми и хорошо проработанными средствами линейной алгебры, так, например, реализуется в теории представлений групп. Функциональный анализ возник как применение методов математического анализа и линейной алгебры к бесконечномерным линейным пространствам, и во многом базируется на методах линейной алгебры и в дальнейших своих обобщениях. Также линейная алгебра нашла широкое применение в многочисленных приложениях (в том числе, в линейном программировании, в эконометрике) и естественных науках (например, в квантовой механике).

## История
Первые элементы линейной алгебры следовали из практических вычислительных задач вокруг решения линейных уравнений, в частности, такие арифметические приёмы как тройное правило и правило ложного положения были сформулированы ещё в древности. В «Началах» Евклида фигурируют две теории «линейного» характера: теория величины и теория целых чисел. Близкие к современным матричным методам подходы к решению систем линейных уравнений обнаруживаются у вавилонян (системы из двух уравнений с двумя переменными) и древних китайцев (в «Математике в девяти книгах», до трёх уравнений с тремя переменными). Однако после достижения определённости с основными вопросами нахождения решений систем линейных уравнений развитие раздела практически не происходило, и даже в конце XVIII — начале XIX века считалось, что проблем относительно уравнений первой степени больше не существует, притом системы линейных уравнений с числом переменных, отличающихся от количества уравнений или с линейно-зависимыми коэффициентами в левой части попросту считались некорректными.
Методы, сформировавшие линейную алгебру как самостоятельную отрасль математики, уходят корнями в другие разделы. Ферма в 1630-е годы, создав классификацию плоских кривых, ввёл в математику (ключевой для линейной алгебры) принцип размерности и разделил задачи аналитической геометрии по числу неизвестных (с одним неизвестным — отыскание точки, с двумя — кривой или геометрического места на плоскости, с тремя — поверхности). Эйлер создал классификацию кривых по порядкам, обратив внимание на линейный характер преобразований координат, и ввёл в оборот понятие аффинного преобразования (и само слово «аффинность»).
Первое введение понятия определителя для целей решения систем линейных уравнений относят к Лейбницу (1678 или 1693 год), но эти работы не были опубликованы. Также определитель обнаруживается в трудах Сэки Такакадзу 1683 года, в которых он обобщил метод решения систем линейных уравнений из древнекитайской «Математики в девяти книгах» до {\displaystyle n} уравнений с {\displaystyle n} неизвестными. Маклорен, фактически используя простейшие определители в трактате, вышедшем в 1748 году, приводит решения систем из двух линейных уравнений с двумя неизвестными и трёх уравнений с тремя неизвестными. Крамер и Безу в работах по проблеме отыскания плоской кривой, проходящей через заданную точку, вновь построили это понятие (правило Крамера сформулировано в 1750 году), Вандермонд и Лагранж дали индуктивное определение для случаев {\displaystyle n>3}, а целостное определение и окончательные свойства определителей дали Коши (1815) и Якоби (1840-е годы). Гауссу (около 1800 года) принадлежит формализация метода последовательного исключения переменных для решения этих задач, ставшего известным под его именем (хотя по существу для решения систем линейных уравнений именно этот метод и использовался с древности).
Д’Аламбер, Лагранж и Эйлер, работая над теорией дифференциальных уравнений, в том или ином виде выделили класс линейных однородных уравнений и установили факт, что общее решение такого уравнения порядка {\displaystyle n} является линейной комбинацией {\displaystyle n} частных решений (однако, при этом не отмечали необходимость линейной независимости решений). Основываясь на наблюдении, что множество значений целочисленной функции {\displaystyle f(x,y)} не меняется от того, что над {\displaystyle x} и {\displaystyle y} совершается линейная подстановка (с целыми коэффициентами и определителем, равным 1), Лагранж в 1769 году разрабатывает теорию представления целых чисел квадратичными формами, а в 1770 году обобщает теорию до алгебраических форм. Гаусс развил теорию Лагранжа, рассматривая вопросы эквивалентности форм, и ввёл серию понятий, относящихся к линейным подстановкам, самым важным из которых было понятие сопряжённой (транспонированной) подстановки. С этого времени арифметические и алгебраические исследования квадратичных и связанных с ними билинейных форм составляют существенную часть предмета линейной алгебры.
Ещё одним источником подходов для линейной алгебры стала проективная геометрия, создание которой начато Дезаргом в XVII веке и получившей значительное развитие в трудах Монжа конца XVIII века и в дальнейшем в работах Понселе, Брианшона и Шаля начала — середины XIX века. В те времена основным предметом изучения проективной геометрии были коники и квадрики, являющиеся по сути квадратичными формами. Кроме того, понятие двойственности проективных пространств, введённое Монжем, являет один из аспектов двойственности в линейных пространствах (однако эта связь была замечена только в конце XIX века Пинкерле).
Но основной базой линейной алгебры стало фактически влившееся в раздел векторное исчисление, очерченное Гауссом в работах по геометрической интерпретации комплексных чисел (1831) и обретшее окончательную форму в трудах Мёбиуса, Грассмана и Гамильтона 1840-х — 1850-х годах. Так, Гамильтон в 1843 году открывает кватернионы, четырёхмерный аналог комплексных чисел, и даёт им геометрическую интерпретацию по аналогии с гауссовой (Гамильтону, в том числе, принадлежит и введение термина «вектор»). Физики школы Гамильтона, из которых самым выдающимся был Максвелл, тщательно проработали то, что сейчас относится к векторной алгебре в трёхмерном евклидовом пространстве: введены понятия скалярного, векторного и смешанного произведений векторов, набла-оператор, сформирована вошедшая в традицию символика, также начиная с этого времени векторы проникают и в школьные программы. Вместе с тем для школы Гамильтона центральным понятием были не векторы, а кватернионы, и определения линейной алгебры давались в терминах умножения кватернионов.
Параллельно шло развитие линейной алгебры и в Европе. В 1844 году Грассман строит понятие внешней алгебры, описывающей подпространства линейного пространства. Долгое время его работы незаслуженно обходились вниманием: языком, адекватным физической картине мира, считался язык кватернионов. Так, Тэт, лидер школы «кватернионистов», считал смехотворной критику Гиббса, указывавшего, что язык кватернионов не приспособлен для описания пространств размерности выше четырёх, ибо пространство-время четырёхмерно; в то время как для Гиббса это было крайне важно, ибо фазовые пространства в разработанной им статистической механике имеют очень большую размерность (порядка числа Авогадро). Впоследствии правота Гиббса, идеи которого были развиты Хевисайдом, подтвердилась: основным языком стал именно язык векторного исчисления, а повсеместное употребление кватернионов осталось историческим курьёзом. Синтез идей Грассмана и Гамильтона был осуществлён в 1870-х Клиффордом: введённое им понятие алгебры Клиффорда включает как частные случаи как алгебру кватернионов, так и внешнюю алгебру.
Понятие матрицы ввёл Сильвестр в 1850 году. Кэли обстоятельно разрабатывает матричное исчисление, публикуя в 1858 году «Мемуар о теории матриц» (англ. Memoir on the theory of matrices), принципиально, что Кэли рассматривает матрицы как нотацию для линейных подстановок. В частности, в этой работе Кэли вводит сложение и умножение матриц, обращение матриц, рассматривает характеристические многочлены матриц и формулирует и доказывает для случаев 2×2 и 3×3 утверждение об обращении в нуль характеристического многочлена квадратной матрицы (известное как теорема Гамильтона — Кэли, так как случай 4×4 доказал Гамильтон с использованием кватернионов), доказательство для общего случая принадлежит Фробениусу (1898). Системы линейных уравнений в матрично-векторном виде впервые появились, по-видимому, в работах Лагерра (1867). Матричные группы, связанные с неевклидовыми геометриями, появились в работах Киллинга в 1880-х годах, вместе с более ранними работами Ли они стали основой теории групп и алгебр Ли. На рубеже веков эта теория была обогащена Энгелем и Картаном, давшими классификацию полупростых алгебр Ли и попутно открывшими векторное произведение в семимерном пространстве.
Теория инвариантов в классическом варианте — учение о свойствах алгебраических форм, сохраняющихся при линейных преобразованиях, сформирована начиная с 1840-х годов в работах Кэли, Эрмита и Сильвестра (известных как «инвариантная троица», фр. la trinité invariantive), считается, что именно теория инвариантов и приводит к созданию принципов решения произвольных систем линейных уравнений. В частности, Эрмит[уточнить] сформулировал и решил в частном случае проблему нахождения системы линейных диофантовых уравнений, решение в общем случае найдено Смитом, результат которого остался незамеченным, пока не был обнаружен в 1878 году Фробениусом. Финальный вид результаты о системах линейных уравнений с произвольными числовыми коэффициентами получили в работах, организованных Кронекером, в которых принимали участие Вейерштрасс, Фробениус и группа немецких учёных, особое внимание уделялось строгости и точности формулировок. В частности, определитель в курсе лекций Кронекера — Вейерштрасса вводился как полилинейная знакопеременная функция от {\displaystyle n} векторов {\displaystyle n}-мерного пространства, нормированная таким образом, что принимает значение 1 для единичной матрицы; притом это определение эквивалентно вытекающему из исчисления Грассмана. Фробениус в 1877 году ввёл понятие ранга матрицы, основываясь на котором в ближайшие годы сразу несколько учёных доказали утверждение об эквивалентности разрешимости системы линейных уравнений совпадением рангов её основной и расширенной матрицы, известной в русских и польских источниках как теорема Кронекера — Капелли, во французских — теорема Руше — Фонтене (фр. Georges Fontené), в немецких и испанских — теорема Руше — Фробениуса, в итальянских и английских — теорема Руше — Капелли.
В 1888 году Пеано на базе исчисления Грассмана впервые в явном виде сформулировал аксиомы линейного пространства (векторных пространств над полем действительных чисел в том числе бесконечномерных) и применил обозначения, сохранившиеся в употреблении в XX—XXI века. Тёплиц в начале 1910-х годов обнаружил, что при помощи аксиоматизации линейного пространства для доказательства основных теорем линейной алгебры не требуется прибегать к понятию определителя, что позволяет распространить их результаты на случай бесконечного числа измерений . Аксиоматическое определение векторного и евклидова пространства было впервые чётко сформулировано в начале XX века практически одновременно Вейлем и фон Нейманом, исходя из запросов квантовой механики.
Тензорное исчисление, разработанное в 1890-е годы Риччи и Леви-Чивитой, составило своей алгебраической частью основное содержание полилинейной алгебры. Особое внимание к этому подразделу было привлечено в 1910-е — 1930-е годы благодаря широкому использованию тензоров Эйнштейном и Гильбертом в математическом описании общей теории относительности.
В 1922 году Банах, изучая полные нормированные линейные пространства, ставшие известными после его работ как банаховы, обнаружил, что уже в конечном случае возникают линейные пространства, не изоморфные своему сопряжённому, и в этой связи в первой половине XX века методы и результаты линейной алгебры обогатили функциональный анализ, сформировав его основной предмет в современном понимании — изучение топологических линейных пространств. Также в 1920-е — 1950-е годы получает распространение направление по линеаризации общей алгебры, так, развивая результат Дедекинда о линейной независимости любых автоморфизмов поля, Артин линеаризовывает теорию Галуа, а в 1950-е годы, прежде всего, в работах Джекобсона, эти результаты обобщены на произвольные расширения тел; благодаря этим построениям обретена возможность применения инструментов и достижений хорошо изученной линейной алгебры в весьма абстрактных разделах общей алгебры.

Схема алгоритма LU-разложения

Со второй половины XX века, с появлением компьютеров, развитием методов вычислительной математики и компьютерной алгебры, в рамках линейной алгебры получило бурное развитие вычислительное направление — отыскание методов и алгоритмов, обеспечивающих эффективное решение задач линейной алгебры с использованием вычислительной техники, сформировался самостоятельный раздел вычислительной линейной алгебры, а решение задач линейной алгебры стало одной из важных практических составляющих использования компьютеров. В числе работ, положивших начало разработке этого направления, стало создание Тьюрингом алгоритма LU-разложения квадратной матрицы на верхнюю и нижнюю треугольные (1948). Показательно, что результаты тестов Linpack, в которых вычислительные системы должны решить сложные системы линейных уравнений с использованием LU-разложения, считаются основным показателем производительности вычислений с плавающей запятой, в том числе и для кластерных систем. В 1950-е — 1960-е годы крупные исследования в области вычислительной линейной алгебры опубликованы Фаддеевым и Уикинсоном, значительные результаты в 1970-е — 2000-е годы получены Марчуком, Самарским, Годуновым, Голубом (англ. Gene H. Golub), Аксельсоном.

## Основные конструкции

### Матрицы и определители
Матрица — математический объект, записываемый в прямоугольной таблице размером {\displaystyle m\times n}, в ячейках которой расположены элементы произвольного заранее выбранного (основного) поля (в наиболее общем случае — ассоциативного кольца) — это могут быть целые, вещественные или комплексные числа, векторы, рациональные функции — в зависимости от приложений и задач:
{\displaystyle {\begin{pmatrix}a_{11}&\cdots &a_{1j}&\cdots &a_{1n}\\\vdots &\ddots &\vdots &\ddots &\vdots \\a_{i1}&\cdots &a_{ij}&\cdots &a_{in}\\\vdots &\ddots &\vdots &\ddots &\vdots \\a_{m1}&\cdots &a_{mj}&\cdots &a_{mn}\end{pmatrix}}}
Для матриц используется также сокращённая запись {\displaystyle (a_{ij})}, но обычно с матрицами оперируют как с едиными объектами: над матрицами определены сложение и умножение, также матрицу можно умножить на скаляр — элемент основного поля, относительно этих операций образуют векторное пространство над основным полем (или, в наиболее общем случае — модуль над кольцом). Другие операции над матрицами — транспонирование (замена строк на столбцы) и псевдообращение (обобщение обращения квадратных матриц). Матрицы размера {\displaystyle 1\times n} и {\displaystyle m\times 1} называются вектор-строка и вектор-столбец соответственно.
Матрица с равным числом строк и столбцов называется квадратной, в зависимости от содержания они могут быть диагональными (все элементы — нули основного поля, кроме диагональных: {\displaystyle i\neq j\Rightarrow a_{ij}=0}), единичными (все диагональные элементы равны единице основного поля, а остальные — нулю), симметричными (все элементы симметричны относительно главной диагонали: {\displaystyle a_{ij}=a_{ji}}), кососимметричными ({\displaystyle a_{ij}=-a_{ji}}), треугольными (все элементы выше или ниже главной диагонали равны нулю), ортогональными. Среди квадратных матриц вводится отношение подобия ({\displaystyle A\sim B\Leftrightarrow \exists P(A=P^{-1}\cdot B\cdot P}), где {\displaystyle P^{-1}} — матрица, обратная {\displaystyle P}), такие характеристики матриц, как ранг (максимальное количество линейно независимых строк или столбцов) и характеристический многочлен инвариантны относительно подобия. Также одинаковы для подобных прямоугольных матриц такие характеристики, как след (взятие суммы элементов главной диагонали) и определитель.
Определитель — многочлен, комбинирующий элементы квадратной матрицы особым способом, характеризующий обратимость матрицы. Точнее, определитель матрицы обращается в нуль тогда и только тогда, когда матрица необратима. Это же условие, равносильно тому, что в матрице есть линейно-зависимые строки или столбцы. Квадратные матрицы, определитель которых равен нулю называются вырожденными, если определитель отличен от нуля — то матрица называется невырожденной. Определитель может использоваться при решении систем линейных уравнений. На его базе вводятся понятия минора, дополнительного минора, алгебраического дополнения.

### Векторы
Понятие вектора (сам термин «вектор» был введён У. Гамильтоном) изначально возникло как геометрическая абстракция для объектов, характеризующихся одновременно величиной и направлением, таких как скорость, момент силы, напряжённость электрического поля, намагниченность. В начале XX века изначальная интерпретация векторов (до сих пор используемая в элементарной математике) как «направленных отрезков» сменилось на аксиоматику векторного пространства с двумя операциямиː сложением векторов и умножение вектора на числа (более общо, на элементы поля). Кроме того, часто вводятся различные виды произведения векторов: скалярное, векторное, смешанное, псевдоскалярное, двойное векторное.
Ключевую роль в линейной алгебре играет понятие линейной независимости векторов, которое лежит в основе определений базиса и размерности векторного пространстваː число {\displaystyle n} называется размерностью векторного пространства, если оно содержит {\displaystyle n} линейно независимых векторов и любые {\displaystyle k>n} векторов этого пространства являются линейно зависимыми. Такое векторное пространство называется {\displaystyle n}-мерным, и любой его вектор представляется упорядоченной последовательностью {\displaystyle n} чисел (однозначно определяемых при выборе какого-либо базиса). Таким образом, векторы могут быть записаны в виде матриц размера {\displaystyle 1\times n} или {\displaystyle n\times 1} — векторов-столбцов и векторов-строк соответственно, а все операции векторной алгебры могут быть сведены к алгебре матрицː например, сложение векторов совпадает со сложением матриц, а векторное умножение векторов может быть выражено как произведение кососимметрической матрицы, построенной из первого сомножителя и вектора-стоблца, представляющего второй сомножитель.

### Тензоры
Тензоры возникли как естественное развитие представлений об объектах линейной алгебры: если скаляр в {\displaystyle n}-мерном представляется нульмерным объектом (состоящим только из одного элемента поля), вектор — одномерным массивом (матрицей размера {\displaystyle 1\times n}), линейное преобразование — двумерной матрицей, то тензор может быть представлен как многомерный массив элементов поля размера {\displaystyle n\times n\times \cdots \times n} (количество измерений массива называют валентностью тензора), а скаляры, векторы, линейные операторы оказываются частными случаями тензора (с валентностями 0, 1 и 2 соответственно). Следующее обобщение, использованное в понятии тензора, взято из возможности представления линейного функционала как ковектора и идея двойственности между пространством и его сопряжением — пространством его линейных функционалов; используя эту возможность, тензор валентности {\displaystyle r} рассматривается как {\displaystyle l} раз контравариантный, то есть, рассматриваемый соответствующими компонентами в «обычном» базисе, и {\displaystyle k} раз ковариантный, то есть, с компонентами в сопряжённом пространстве ({\displaystyle r=k+l}, «тензор ранга {\displaystyle (l,k)}»).
В тензорной алгебре вводятся и изучаются линейные операции над тензорами, такие, как умножение на скаляр, сложение, свёртка. Особую роль играет операция тензорного произведения ({\displaystyle \otimes }), обобщение которой на линейные пространства позволило обобщить и определение тензора: рассматривать тензор ранга {\displaystyle (l,k)} в линейном пространстве {\displaystyle V} как элемент тензорного произведения {\displaystyle k} экземпляров {\displaystyle V} и {\displaystyle l} экземпляров сопряжённого ему {\displaystyle V^{*}}:
{\displaystyle {\begin{matrix}\underbrace {V\otimes \ldots \otimes V} &\otimes &\underbrace {V^{*}\otimes \ldots \otimes V^{*}} \\k&&l\end{matrix}}}.

### Квадратичные и билинейные формы
Алгебраические формы (однородные многочлены на векторных пространствах, задаваемые однородными многочленами от координат вектора) относятся к полилинейной алгебре, но квадратичные, билинейные формы, и некоторые специальные виды форм (полуторалинейные, эрмитовы) важны также в чисто линейной алгебре. Значение билинейных и квадратичных форм заключается в том, что они выражаются матрицами, как и линейные операторы.
Наиболее детально изучены свойства симметричных {\displaystyle (B(x,y)=B(y,x))} и кососимметричных {\displaystyle (B(x,y)=-B(y,x))} билинейных форм.

### Векторные пространства
Все математические структуры, изучаемые в линейной алгебре (векторы, тензоры, матрицы, алгебраические формы), а также операции над ними, универсализированы в общеалгебраическом понятии векторного (линейного) пространства. Векторное пространство {\displaystyle \langle V,{\mathfrak {F}},+,\cdot \rangle } определяется как алгебра над произвольным множеством элементов {\displaystyle V}, называемых векторами, и произвольным полем {\displaystyle {\mathfrak {F}}}, элементы которого называются скалярами, притом векторы с операцией сложения векторов {\displaystyle \langle V,+\rangle } образуют абелеву группу, и определена операция умножения векторов на скаляр: {\displaystyle \cdot :{\mathfrak {F}}\times V\to V} такая, что выполнены следующие свойства ({\displaystyle 1,\alpha ,\beta \in {\mathfrak {F}},\,\mathbf {v} ,\mathbf {u} \in V}):
{\displaystyle 1\cdot \mathbf {v} =\mathbf {v} },
{\displaystyle \alpha \cdot (\mathbf {v} +\mathbf {u} )=\alpha \cdot \mathbf {v} +\alpha \cdot \mathbf {u} },
{\displaystyle (\alpha +\beta )\cdot \mathbf {v} =\alpha \cdot \mathbf {v} +\beta \cdot \mathbf {v} },
{\displaystyle (\alpha \beta )\cdot \mathbf {v} =\alpha \cdot (\beta \cdot \mathbf {v} )}.
В качестве поля иногда специально рассматриваются поле вещественных чисел (тогда говорят о вещественном векторном пространстве) или поле комплексных чисел (комплексное векторное пространство) с обычными операциями сложения и умножения, в частности, в теории выпуклых множеств многие результаты формулируются именно для вещественных или комплексных векторных пространств. Но значительная часть утверждений и большинство конструкций действенны для произвольных полей, более того, многие результаты линейной алгебры, полученные для векторных пространств, в XX веке обобщены до унитарных модулей над некоммутативными телами и даже для произвольных модулей над кольцами или модулей с определёнными ограничениями.
Линейные комбинации векторов — конечные суммы вида {\displaystyle \alpha _{1}\mathbf {v} _{1}+\dots +\alpha _{n}\mathbf {v} _{n}}, для совокупности векторов вводится линейной независимости (если существует нетривиальная линейная комбинация, обращающаяся в нуль абелевой группы пространства), вводится понятие базиса как максимальной линейно-независимой совокупности, показывается, что мощность базиса (называемая размерностью векторного пространства) не зависит от его выбора.
Дальнейшие обобщения векторных пространств, такие, как наделение их полунормами, нормами, метриками, топологиями, изучаются в функциональном анализе.

### Линейные отображения
Подобно теориям других алгебраических структур, линейная алгебра изучает отображения между векторными пространствами, которые сохраняют структуру векторного пространства. Линейное отображение (линейное преобразование, линейный оператор) произвольных векторных пространств над одним полем {\displaystyle L:V\to U} — отображение, сохраняющее линейность:
{\displaystyle L(\mathbf {v} _{1}+\mathbf {v} _{2})=L(\mathbf {v} _{1})+L(\mathbf {v} _{2})},
{\displaystyle L(\alpha \cdot \mathbf {v} )=\alpha \cdot L(\mathbf {v} )}.
Когда между двумя векторными пространствами существует взаимно-однозначное отображение, являющееся линейным, то эти пространства называются изоморфными; многие свойства векторных пространств сохраняются при изоморфных преобразованиях (инвариантны относительно изоморфизма).
Над классом всех линейных отображений данных векторных пространств можно определить структуру векторного пространства. Линейные отображения конечномерных векторных пространств могут быть записаны в матричной форме и их свойства уже изучаются средствами матриц.

### Собственные векторы и собственные числа

Синие и сиреневые векторы, сохраняющие направление при линейном преобразовании — собственные, красные — нет

В общем случае действие линейных отображений может быть довольно сложным. Важной и распространённой задачей является нахождение такого базиса векторного пространства {\displaystyle V}, в котором матрица данного линейного отображения {\displaystyle L:V\rightarrow V} имеет наиболее простой вид. При решении этой задачи ключевую роль играют инвариантные подпространства линейного отображения {\displaystyle L} — подпространства, образ которых при отображении {\displaystyle L} вложен в себя. Если найдены инвариантные подпространства ненулевой размерности {\displaystyle W_{1},\ldots ,W_{k}} (то есть, выполнено {\displaystyle L(W_{i})\subset W_{i}}), прямая сумма которых составляет всё пространство {\displaystyle V}, то матрица отображения {\displaystyle L} имеет блочно-диагональный вид с блоками порядков {\displaystyle n_{1},\ldots ,n_{k}}, {\displaystyle n_{i}=\dim W_{i}}, на главной диагонали, если выбрать базис состоящим из {\displaystyle k} групп векторов, где {\displaystyle i}-ая группа является базисом в подпространстве {\displaystyle W_{i}}.
Простейшим случаем инвариантного подпространства является одномерное инвариантное подпространство {\displaystyle W}, которое можно задать с помощью одного (любого) ненулевого вектора {\displaystyle x\in W}. В этом случае условие вложенности образа подпространства в себя принимает вид {\displaystyle L(x){=}\lambda x} с некоторым числом {\displaystyle \lambda }; такая конструкция приводит к определению собственного вектора и собственного числа: если для некоторого вектора {\displaystyle x\neq 0} и числа {\displaystyle \lambda } выполнено равенство {\displaystyle L(x){=}\lambda x}, то {\displaystyle \lambda } называется собственным числом отображения {\displaystyle L}, а вектор {\displaystyle x} называется его собственным вектором. Собственные числа линейного отображения определены однозначно, а собственные векторы — с точностью до пропорциональности, то есть до умножения на произвольное ненулевое число.
В случае, если отображение имеет набор {\displaystyle n} линейно независимых собственных векторов, число которых {\displaystyle n} равно размерности пространства {\displaystyle V}, из них можно составить базис (называемый собственным базисом данного отображения), в котором матрица отображения диагональна, при этом на главной диагонали стоят собственные числа. Такие линейные отображения называются диагонализируемыми. Достаточным (но не необходимым) условием диагонализируемости является наличие {\displaystyle n} различных собственных чисел.